# Sint-Barbarakerk (Treebeek)
De Sint-Barbarakerk is een rooms-katholieke kerk aan de Schildstraat in de wijk Treebeek van Brunssum in de Nederlandse provincie Limburg. Naast de kerk staat het Sint-Barbarabeeld. Achter de kerk staat tussen de kerk en de begraafplaats de Onze-Lieve-Vrouw-van-Banneuxkapel.
De kerk is opgedragen aan de heilige Barbara van Nicomedië, de beschermheilige van mijnwerkers.

## Geschiedenis
In 1919-1920 werd de kerk gebouwd als rectoraatskerk naar het ontwerp van architect Alexander Kropholler. Later werd de kerk verheven tot parochiekerk. Treebeek was een mijnwerkerskolonie en veel kerkgangers werkten destijds in de daargelegen Staatsmijn Emma.
In 1952 werd het schip vergroot.
In 1979 werd bij de kerk een stalen klokkenstoel geplaatst.

## Bouwwerk
De eenbeukige kerk is opgetrokken in traditionalistische stijl, waarbij in het oorspronkelijk ontwerp ook een klokkentoren voorzien was, maar die werd nooit gebouwd.
Achter de Barbarakerk staat de Banneuxkapel, een door mijnwerkers gebouwde kopie van de kapel in de Belgische bedevaartsplaats Banneux.
De kerk is tot op heden in gebruik bij de Sint-Barbaraparochie.